# Sirio (album)
| Recensione | Giudizio |
| ---------- | -------- |
| Newsic     | 5/10     |
| Ondarock   | 5/10     |
| Rockol     | 6,5/10   |

Sirio è il terzo album in studio del rapper italiano Lazza, pubblicato l'8 aprile 2022 dalla Island Records e dalla 333Mob.

## Descrizione
L'album si compone di diciassette brani, tra cui i Ouv3rture e Molotov, che ne hanno anticipato l'uscita, e spazia tra sonorità trap e reggaeton.
Annunciato il 5 marzo 2022 in un raduno organizzato da Lazza stesso, nel giorno di uscita di Ouv3rture è stato organizzato Sirio - Atto zero, evento dove sono state annunciate quattro tracce dell'album, ovvero Cinema, Alibi, Nulla di e Nessuno (rivelando inoltre la collaborazione con Geolier). Il 9 febbraio 2023 è stata pubblicata la riedizione digitale dell'album contenente l'inedito Cenere, con il quale Lazza ha partecipato al Festival di Sanremo 2023 piazzandosi al secondo posto.

## Tracce
Testi di Jacopo Lazzarini, musiche di Jacopo Lazzarini e Lorenzo Paolo Spinosa, eccetto dove indicato.
1. Ouv3rture – 2:52 (musica: Lorenzo Paolo Spinosa, Frédéric Chopin)
2. Alibi – 2:57 (musica: Lorenzo Paolo Spinosa, Diego Vincenzo Vettraino, Nicolò Pucciarmati)
3. Molotov – 2:40 (musica: Lorenzo Paolo Spinosa, Diego Vincenzo Vettraino, Nicolò Pucciarmati)
4. Sogni d'oro – 2:37 (musica: Jacopo Lazzarini, Lorenzo Paolo Spinosa, Nicolò Pucciarmati)
5. Bugia (feat. Tory Lanez) – 3:24 (testo: Jacopo Lazzarini, Daystar Peterson – musica: Lorenzo Paolo Spinosa, Diego Vincenzo Vettraino)
6. Cinema – 3:21 (musica: Jacopo Lazzarini, Lorenzo Paolo Spinosa, Diego Vincenzo Vettraino)
7. Piove (feat. Sfera Ebbasta) – 2:35 (testo: Jacopo Lazzarini, Gionata Boschetti – musica: Jacopo Lazzarini, Lorenzo Paolo Spinosa, Diego Vincenzo Vettraino)
8. Panico (feat. Takagi & Ketra) – 3:08 (testo: Jacopo Lazzarini, Davide Petrella – musica: Alessandro Merli, Fabio Clemente)
9. Jefe – 3:15 (musica: Lorenzo Paolo Spinosa, Diego Vincenzo Vettraino, Nicolò Pucciarmati, André Loblack)
10. Topboy (feat. Noyz Narcos) – 3:26 (testo: Jacopo Lazzarini, Emanuele Frasca)
11. Puto (feat. French Montana) – 2:53 (testo: Jacopo Lazzarini, Karim Kharbouch – musica: Lorenzo Paolo Spinosa, Diego Vincenzo Vettraino)
12. Senza rumore – 3:49 (testo: Jacopo Lazzarini – musica: Lorenzo Paolo Spinosa, Diego Vincenzo Vettraino)
13. Nessuno (feat. Geolier) – 2:28 (testo: Jacopo Lazzarini, Emanuele Palumbo – musica: Jacopo Lazzarini, Lorenzo Paolo Spinosa, Nicolò Pucciarmati)
14. 3 pali – 3:12 (musica: Lorenzo Paolo Spinosa, Diego Vincenzo Vettraino, Alex Petit)
15. Uscito di galera – 2:52 (musica: Lorenzo Paolo Spinosa, Diego Vincenzo Vettraino, Filippo Gallo)
16. Nulla di – 2:58 (musica: Jacopo Lazzarini, Lorenzo Paolo Spinosa, Diego Vincenzo Vettraino, Mirko Agrestini)
17. Replay – 3:11 (musica: Jacopo Lazzarini, Lorenzo Paolo Spinosa, Diego Vincenzo Vettraino)

Traccia bonus della riedizione del 2023 (LP, streaming)
1. Cenere – 3:28 (testo: Jacopo Lazzarini, Davide Petrella – musica: Jacopo Lazzarini, Davide Petrella, Dario Faini)

Concertos – CD/LP bonus nella riedizione
1. Alibi (Concertos) – 3:19 (musica: Jacopo Lazzarini, Lorenzo Paolo Spinosa, Diego Vincenzo Vettraino, Nicolò Pucciarmati)
2. Molotov (Concertos) – 2:49 (musica: Jacopo Lazzarini, Lorenzo Paolo Spinosa, Diego Vincenzo Vettraino, Nicolò Pucciarmati)
3. Piove (Concertos) – 2:51 (musica: Jacopo Lazzarini, Lorenzo Paolo Spinosa, Diego Vincenzo Vettraino, Emiliano Blangero)
4. Panico (Concertos) – 3:06 (testo: Jacopo Lazzarini, Davide Petrella – musica: Jacopo Lazzarini, Alessandro Merli, Fabio Clemente)
5. Senza rumore (Concertos) – 3:56
6. Nessuno (Concertos) – 2:58 (musica: Jacopo Lazzarini, Lorenzo Paolo Spinosa, Nicolò Pucciarmati)
7. Uscito di galera (Concertos) – 2:41 (musica: Jacopo Lazzarini, Lorenzo Paolo Spinosa, Diego Vincenzo Vettraino, Filippo Gallo)
8. Nulla di (Concertos) – 3:07 (musica: Jacopo Lazzarini, Lorenzo Paolo Spinosa, Diego Vincenzo Vettraino, Mirko Agrestini)

## Successo commerciale
Sirio ha ottenuto un ottimo successo in Italia, risultando l'album con più settimane al primo posto nella storia della Classifica FIMI Album (21 settimane non consecutive), battendo il precedente record detenuto da Vasco Rossi con Vivere o niente. Al termine del 2022 è inoltre risultato il disco più venduto nel paese. Alla fine del 2023 occupava invece la seconda posizione fra gli album più venduti dell'anno, dietro solo a Il coraggio dei bambini di Geolier.
Nel corso del 2022 l'album è stato inserito al diciottesimo posto nella lista dei migliori album italiani dell'anno secondo Panorama e quarto in quella stilata da Rolling Stone Italia. Il 16 dicembre 2024 viene ufficialmente certificato disco di diamante per aver superato la soglia delle 500 000 unità vendute, diventando così il secondo album rap italiano a raggiungere questo traguardo, dopo Così com'è (1996) degli Articolo 31, nonché il primo in assoluto in Italia da quando le certificazioni sono assegnate dalla FIMI.

## Classifiche

### Classifiche settimanali
| Classifica (2022) | Posizione massima |
| ----------------- | ----------------- |
| Italia            | 1                 |

### Classifiche di fine anno
| Classifica (2022) | Posizione |
| ----------------- | --------- |
| Italia            | 1         |
| Classifica (2023) | Posizione |
| Italia            | 2         |
| Classifica (2024) | Posizione |
| Italia            | 15        |